# 스터디채널
스터디채널은 인터넷교육, 출판, 도서 유통 및 컨텐츠 제작과 판매를 하는 종합교육 기업이다.
2015년 12월에 설립되었으며 공무원, 자격증, 취업 관련 이러닝 컨텐츠를 제작하고 판매하며 수험서와 도서를 유통한다.

## 영업 분야
- 이러닝 사업
- 도서 사업
- 키즈사업
- 국비사업

## 관련 사이트
- 스터디채널 홈페이지
- 스터디채널 어학채널
- 스터디채널 네이버 블로그